# 沙河文庙
沙河文庙，位于中国河北省邢台市沙河市内，是原来沙河县的文庙。该庙建筑除大成殿之外大多已无存。该文庙属沙河市文物保护单位。

## 简介
《沙河志》记载，沙河文庙始建于宋朝大观年间。明朝、清朝多次翻修。该庙的庙址后来成为如今的沙河城镇中学。2009年的报道称，沙河文庙仅存的主体建筑大成殿，位于沙河城镇中学西北角半米多高的土坡上，此外该庙还有两间厢房尚存于沙河城镇中学西南角，其他建筑均已无存。
2009年的报道称，沙河文庙大成殿墙体外部为土灰色砖，部分砖块脱落后露出土坯，瓦片屋顶已坍塌形成多个大洞，椽木和屋檐岌岌可危，窗框木架脱落，殿内空空荡荡。沙河城镇中学西南角的两间厢房早已经过改建，刷有白漆，还挂有“危险请勿靠近”的木牌。厢房前横卧一块石碑，字迹漫漶不清，其上有篆书“御”字。沙河城镇中学东南部操场的篮球架下面压有一块柱石，该柱石过去散落在校园内，校方出于安全考虑才将其迁至篮球架附近。庙内还曾有不少石碑柱石，但现在大部分已无存。